# Sara Fernández Ceferino
Sara Fernández Ceferino (Sotrondio, Asturias, 27 de febrero de 1988) es una árbitra de fútbol español de la Primera División Femenina de España. Pertenece al Comité de Árbitros del Principado de Asturias.

## Trayectoria
Ascendió a la máxima categoría del fútbol femenino español el año 2017, cuando esta fue creada para que la Primera División Femenina de España fuera dirigida únicamente por árbitras.

## Temporadas
| Categoría        | País   | Año   |
| ---------------- | ------ | ----- |
| Primera División | España | 2017- |